# Daniel Isaachsen
Daniel Isaachsen, född 23 juni 1859 i London, död 29 mars 1940, var en norsk fysiker. 
Isaachsen blev candidatus realium 1883 och var assistent vid Internationella byrån för mått och vikt i Sèvres vid Paris 1883–1889, med undantag för en studievistelse i Berlin 1886–1887. År 1889 blev han universitetsstipendiat i fysik, 1891 överlärare i fysik och tillämpad fysik vid Trondheims tekniska läroanstalt och 1893 docent i matematik och fysik vid sjökrigsskolan vid Horten. Åren 1906–1909 höll han som vikarie för Kristian Birkeland föreläsningar i fysik vid Kristiania universitet och var 1914–1929 Norges justeringsdirektör.
Förutom talrika artiklar om fysikaliska och elektrotekniska ämnen i tekniska tidskrifter och dagspressen publicerade han Zur Farbenlehre ("Pflügers Archiv", band 43, 1888) och Die Farbenänderung von Salzlösungen ("Zeitschrift für physikalische Chemie" 1891). Vidare bland annat Lærebog i plan trigonometri (1897), Elektriciteten, en populær fremstilling (1897), Lærebog i fysik (1903, andra upplagan 1905) och Lærebog i sfærisk trigonometri (1906).